# Can Sidro de la Bomba
Can Sidro de la Bomba és una masia de Mataró (Maresme) protegida com a bé cultural d'interès local.

## Descripció
Masia de planta baixa i pis amb coberta a dues aigües.
La façana principal, molt modificada, conserva els brancals i llinda de pedra del portal d'accés i de la petita finestra situada a la seva esquerra. La resta de façanes, sense arrebossar, deixen entreveure els carreus de pedra de les cantonades, els brancals d'algunes obertures i la pedra en la formació del mur.
Aquesta masia del segle xviii pertanyia originàriament al conjunt de la casa Boet.